# طنبة (إب)

تعديل مصدري - تعديل

طنبة هي إحدى قرى عزلة شعب يافع بمديرية إب التابعة لمحافظة إب، بلغ تعداد سكانها 797 نسمة حسب تعداد اليمن لعام 2004.